# Shark - Il primo squalo
Shark - Il primo squalo (The Meg) è un film del 2018 diretto da Jon Turteltaub.
La pellicola, con protagonista Jason Statham, è l'adattamento cinematografico del romanzo horror fantascientifico del 1997 MEG scritto da Steve Alten.

## Trama
Jonas Taylor, un sub ed esploratore marino che lavora per conto della Marina degli Stati Uniti, tenta di salvare un gruppo di scienziati intrappolati all'interno di un sottomarino nucleare nella fossa delle Filippine. Mentre Taylor sta salvando l'ultimo sopravvissuto, vede le pareti dello scafo venire danneggiate da una creatura sconosciuta. Quando torna alla nave di soccorso, due membri del suo equipaggio sono rimasti bloccati nel sottomarino, ma Taylor, rendendosi conto che finire il salvataggio comporterebbe la morte di tutti, decide di andarsene. Poco dopo l'uscita, il sottomarino danneggiato viene distrutto in un'esplosione dove si vede un enorme squalo che viene ucciso disintegrato. Il racconto di Taylor, che affermava che una gigantesca creatura del mare era la causa del disastro, viene respinto dal Dr. Frank Heller, che crede che Taylor sia affetto da psicosi indotta dalla pressione.
Cinque anni dopo, il miliardario Jack Morris incontra il Dr. Minway Zhang presso l'impianto di ricerca subacquea, da lui finanziato, "Mana One", in cui lavorano Suyin, un'oceanografa figlia di Zhang, D.J. e Jaxx Herd, che si occupano della supervisione dei sottomarini in spedizioni, Frank Heller, che lavora come medico, e James "Mac" Mackreides, amico di vecchia data di Taylor. Zhang e Suyin stanno supervisionando una missione per esplorare quella che potrebbe essere una sezione ancora più profonda della fossa delle Marianne nascosta da una nuvola di acido solfidrico, che forma uno strato coprente definito termoclino. La missione è condotta da Lori (ex moglie di Taylor), Toshi e "The Wall" in un sottomarino per le profondità estreme. I tre riescono a trivellare il termoclino, situato in fondo all'abisso Challenger, e arrivano in un ecosistema completamente sconosciuto prima d'ora piene di piccoli animali . La missione sembra andare bene fino a quando una creatura molto grande colpisce il sommergibile e fa perdere il contatto con Mana One.
Mac, notando la somiglianza con la sua storia, suggerisce di arruolare Taylor per tentare un salvataggio. Nonostante le obiezioni di Heller, Zhang e Mac decidono di recarsi in Thailandia per reclutare l'uomo. Suyin tenta di salvare i compagni da sola in un sommergibile, ma - dopo essere passata dal termoclino - viene attaccata da un calamaro gigante. Prima che il calamaro possa completamente schiacciare il sommergibile, un enorme squalo lo uccide, liberando così Suyin. Dopo aver accettato di aiutarli nell'operazione, Taylor raggiunge il sommergibile intrappolato e salva Lori e "The Wall". Tuttavia, quando lo squalo gigante ritorna all'attacco, Toshi si sacrifica chiudendo la botola e staccando il sottomarino dalla nave di soccorso, permettendo così ai tre di fuggire in sicurezza mentre devia l'attenzione dello squalo verso il sottomarino con la sua luce.
Di ritorno a Mana One, l'equipaggio scopre che lo squalo, in realtà un megalodonte, il più grande squalo conosciuto dall'umanità, che si ritiene estinto da due milioni di anni, è fuggito dalle profondità della fossa delle Marianne nuotando attraverso un buco nel termoclino creato dall'esplosione proveniente dalla presa termica, che ha alzato brevemente la temperatura abbastanza per permettere allo squalo di passare in sicurezza. Heller si scusa con Taylor per aver ignorato il suo discorso cinque anni prima. Mentre discutono su come regolarsi, Meiying, la figlia di Suyin, ha un incontro faccia a faccia con il Megalodonte, che nel frattempo ha ucciso due balene ammaestrate, salvandosi solo grazie alla resistenza della vetrata. Il gruppo decide di rintracciare e avvelenare il Megalodonte con l'etorfina. Suyin dovrà mettersi in una gabbia sottomarina per attirare il Megalodonte: durante l'iniezione con l'etorfina del Megalodon, la maschera di ossigeno di Suyin viene compromessa, ma la donna viene salvata da Taylor, che le fa la respirazione bocca a bocca, mentre il Megalodonte muore avvelenato.
Nonostante il successo dell'equipaggio, Taylor commenta che i denti non corrispondono agli attacchi precedenti dello squalo. Poco dopo, un secondo Megalodon molto più grande emerge dall'acqua e divora vivo "The Wall". Il Megalodonte capovolge la barca e divora il più piccolo Megalodon, rivelando come i Megalodon fuggiti siano due. Jaxx e Heller finiscono in acqua e Heller da il tempo a Jaxx di fuggire, facendosi mangiare attirando il Megalodon con il movimento; Zhang subisce una grave ferita, che causerà poco dopo la sua morte. L'equipaggio sopravvissuto torna da Mana One in due gommoni salvavita. Morris annuncia che ha informato i governi locali e le forze navali, e che la situazione non li riguarda più.
Al calar della notte Morris tenta di distruggere il Megalodonte da sé, ordinando all'equipaggio di un elicottero di far cadere delle cariche di profondità modificate, apparentemente colpendo lo squalo. Si avvicina alla carcassa del presunto Megalodon su una barca, scoprendo però che si tratta di una balena. Quando il Megalodon si avvicina, la barca accelera, causando la caduta di Morris e la sua conseguente morte nelle fauci dello squalo. Taylor e la rimanente squadra di Mana One scoprono che Morris non ha avvisato i governi locali, bensì aveva detto di averlo fatto solo per escludersi dalla faccenda e non rischiare la vita. L'equipaggio decide di rintracciare e uccidere lo squalo, rendendosi conto che il Megalodonte si sta dirigendo verso una spiaggia affollata sulla baia di Sanya. Tentano di dare un preavviso, ma non vengono creduti.
Il Megalodonte raggiunge la baia ma poco prima che mieta troppe vittime, l'equipaggio di Mana One fa risuonare l'audio di una chiamata di balene per deviare l'attenzione dello squalo verso di loro. Taylor e Suyin tentano di distruggere il Megalodonte con siluri truccati, senza risultato, e nello scontro il sommergibile di Taylor viene gravemente danneggiato. Taylor riesce a tagliare la pancia del Megalodonte con l'aletta del suo sub danneggiato, e ad infizarlo negli occhi con una lancia velenosa, immobilizzandolo. A causa della presenza di sangue, una moltitudine di squali nella zona sono attratti dal sangue e attaccano il Megalodon, uccidendolo definitivamente. Durante il combattimento, Suyin è stata in grado di evacuare il resto dell'equipaggio su una barca dove una coppia cinese si sposa. Taylor salirà tranquillamente sulla barca dopo aver ucciso il Megalodonte, e sia lui che Suyin prendono in considerazione una vacanza.

## Produzione

### Sviluppo
La Disney era interessata alla trasposizione cinematografica già nel 1996, quando opzionò i diritti cinematografici del romanzo. Le sceneggiature realizzate per la Disney delusero Alten, commentando che "il film avrebbe dovuto seguire la scienza e non il ridicolo"; così i diritti opzionati caddero. Successivamente varie case di produzione si interessarono al progetto, tra le quali Hollywood Pictures e New Line Cinema.
Il 3 giugno 2015 la Warner Bros. acquista i diritti cinematografici del romanzo. Il 16 giugno dello stesso anno viene scelto come regista Eli Roth, il quale abbandona il progetto per divergenze creative con la produzione. Il 3 marzo 2016 Roth viene sostituito da Jon Turteltaub.
Il 14 aprile 2016 viene annunciato che Jason Statham sarà il protagonista del film, accanto a Li Bingbing, Ruby Rose e Jessica McNamee.

### Riprese
Le riprese del film sono iniziate il 13 ottobre 2016 a West Auckland, in Nuova Zelanda, e sono terminate nel gennaio 2017.
Il budget del film è stato di 150 milioni di dollari.

## Promozione
Il primo trailer del film viene diffuso il 9 aprile 2018.

## Distribuzione
La pellicola, inizialmente programmata per il 2 marzo 2018, è stata distribuita nelle sale cinematografiche statunitensi, anche in 3-D e IMAX, a partire dal 10 agosto 2018, ed in quelle italiane dal 9 agosto dello stesso anno.

### Divieti
Negli Stati Uniti il film è stato vietato ai minori di 13 anni non accompagnati da adulti per la presenza di "pericolo, immagini sanguinolente e linguaggio non adatto".

## Accoglienza

### Incassi
Nel week-end d'esordio negli Stati Uniti il film si posiziona al primo posto del botteghino, incassando 44,3 milioni di dollari.
Il film ha incassato 530 milioni di dollari in tutto il mondo, di cui 145 milioni negli Stati Uniti.

### Critica
Nel luglio 2018 arrivano online le prime recensioni che elogiano l'intrattenimento ed il divertimento tipico di un blockbuster estivo, sottolineando la "stupidità e gli eccessi" del film.
Sull'aggregatore di recensioni Rotten Tomatoes la pellicola riceve il 47% delle recensioni professionali positive con un voto medio di 5,4 su 10, basato su 309 critiche, mentre su Metacritic ottiene un punteggio di 46 su 100, basato su 46 critiche.

## Riconoscimenti
- 2018 - Chinese American Film Festival
  - Miglior attrice a Bingbing Li
  - Miglior coproduzione cinematografica USA-Cina
- 2018 - Golden Trailer Awards
  - Miglior trailer
- 2018 - New Zealand Cinematographers Society
  - Miglior fotografia a Andrew McGeorge
- 2019 - People's Choice Awards[20]
  - Candidatura per il film d'azione preferito dal pubblico
- 2019 - Young Artist Award
  - Miglior giovane attrice non protagonista a Shuya Sophia Cai

## Sequel
Nel marzo 2019 il produttore Lorenzo di Bonaventura dichiara che la sceneggiatura del sequel è in fase di scrittura.
Nell'ottobre 2020 la Warner Bros. ha annunciato il regista del sequel, che sarà Ben Wheatley; la sceneggiatura sarà scritta da Jon Hoeber e Erich Hoeber, basata sul soggetto di Dean Georgaris.
Nell'aprile 2021 Jason Statham ha confermato la sua presenza nel sequel, annunciando anche l'inizio delle riprese, fissato per il gennaio 2022.
Il titolo del sequel è Shark 2 - L'abisso (Meg 2: The Trench), uscito nel 2023.